# Каменная широколобка
Каменная широколобка (лат. Paracottus knerii) — вид пресноводных лучепёрых рыб из семейства желтокрылковых (Cottocomephoridae). Единственный представитель рода Paracottus. Впервые описан в 1874 году польским ихтиологом Бенедиктом Дыбовским.

## Описание
Средняя длина тела — около 8 см, может доходить до 14,4 см.

## Распространение
Эндемик России; обитает в озере Байкал и в ряде других окружающих водоёмов на глубине до 100 метров.

## Размножение
Нерест проходит с конца мая до середины июля, вблизи берега на глубине не более 1,5 метров. Плодовитость в Байкале — от 125 до 750 икринок, а в бассейне реки Ангара — от 100 до 750 икринок. Икра откладывается под камнями, охраной кладки занимаются самцы.

## Питание
Основу рациона составляют донные беспозвоночные. Молодь питается преимущественно личинками хирономид и амфиподами. По мере роста в питании возрастает значение амфипод. У более крупных особей в пище в единичных случаях отмечены брюхоногие моллюски, личинки ручейников и равноногие раки. В желудках крупных особей изредка встречается молодь желтокрылой широколобки (Cottocomephorus grewingkii) и икра собственного вида.